# Deveti maj
Deveti maj (cyr. Девети мај) – wieś w Serbii, w okręgu niszawskim, w mieście Nisz. W 2011 roku liczyła 4795 mieszkańców.